# A Captura de Cristo
A Captura de Cristo é uma pintura a óleo de 1602 do artista italiano do barroco Michelangelo Merisi da Caravaggio que pertenceu originalmente ao nobre Ciriaco Mattei e que se encontra actualmente na Galeria Nacional da Irlanda, em Dublin.
A Captura de Cristo retrata o episódio bíblico conhecido como Beijo de Judas que conduziu à Prisão de Jesus.

## Descrição
Há sete figuras na pintura, da esquerda para direita: São João, Jesus, Judas, dois soldados, um homem (um auto-retrato de Caravaggio), e mais um soldado. Eles estão de pé, e somente três quartos de seus corpos estão retratados. As figuras estão à frente de um fundo escuro, cujo cenário aparenta estar disfarçado. A origem da luz principal não é evidente na pintura mas vem do lado superior esquerdo. Há um lampião segurado pelo homem da direita (Caravaggio). No extremo esquerdo, um homem (São João) está fugindo com os braços levantados, a boca aberta e ofegante, e a capa tremulando sendo presa pelo soldado.
O grupo central, composto de Jesus, Judas e o soldado com o braço esticado, faz lembrar uma gravura em madeira de 1511 de Albrecht Dürer da sua série Pequena Paixão.

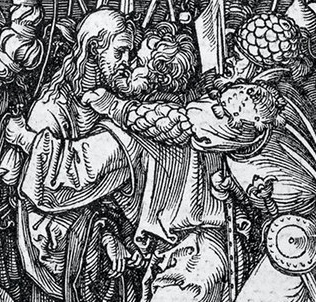
Prisão de Jesus (detalhe de gravura de 1511) de Albrecht Dürer

## Perda e redescobrimento
No final do século XVIII, constatou-se que a pintura estava perdida, e seu paradeiro manteve-se desconhecido durante cerca de 200 anos. Em 1990, esta obra-prima perdida de Caravaggio foi encontrada na residência da Companhia de Jesus (Jesuítas) em Dublin, Irlanda tendo o emocionante redescobrimento sido publicado em 1993.
A pintura tinha estado suspensa na sala de jantar dos Jesuítas de Dublin desde o início da década de 1930, mas havia sido considerada uma cópia do original por Gerard van Honthorst, também conhecido como Gherardo delle Notti, um dos seguidores holandeses de Caravaggio. Essa errônea atribuição foi feita enquanto a pintura esteve sob posse da família romana Mattei, cujos ancestrais a tinham inicialmente adquirido. Em 1802, os Mattei venderam-na, como um trabalho de Honthorst, a William Hamilton Nisbet, em cuja casa na Escócia esteve pendurada até 1921. Mais tarde, nesta década, ainda não reconhecida, a pintura foi vendida à pediatra irlandesa Marie Lea-Wilson, que acabou por a doar na década de 1930 (alguma documentação sugere que tenha sido em 1934) aos Jesuítas em Dublin, como agradecimento pelo apoio que lhe deram após o fuzilamento de seu marido, o capitão Percival Lea-Wilson, um Inspetor Distrital na Guarda Irlandesa Real em Gorey, County Wexford, pelo Exército Republicano Irlandês em 15 de junho de 1920.
A Captura de Cristo manteve-se sob posse dos Jesuítas durante cerca de 60 anos, até que foi encontrada e reconhecida como pelo menos uma cópia antiga de Caravaggio, no início da década de 1990, por Sergio Benedetti, conservador da Galeria Nacional da Irlanda, quando pediu aos Jesuítas a análise de uma série de pinturas para fins de restauração. Quando as camadas de verniz e de pó foram removidas, revelou-se a elevada qualidade técnica da pintura, tendo sido identificada como a pintura perdida de Caravaggio. Muito do crédito pela verificação e autenticidade dessa pintura pertence a Francesca Cappelletti e Laura Testa, duas estudantes graduadas na Universidade de Roma "La Sapienza". Durante um longo período de pesquisa, elas encontraram a primeira referência registrada de A Captura de Cristo em um livro de contabilidade antigo e decadente, documentando a comissão original e os pagamentos a Caravaggio, nos arquivos da família Mattei, mantidos na cave de um palácio, na pequena cidade de Recanati.
A Captura de Cristo está emprestada à Galeria Nacional da Irlanda. Foi exposta nos Estados Unidos como a peça central de uma exposição de 1999 intitulada "Saints and Sinners" (Santos e Pecadores) no Museu de Arte McMullen do Boston College, e em 2006 na exposição "Rembrandt/ Caravaggio" no Museu van Gogh, Amsterdã. Em 2010 foi exposta de fevereiro a junho na Scuderie del Quirinale, Roma, por ocasião do 400.º aniversário da morte de Caravaggio.

## Cópias

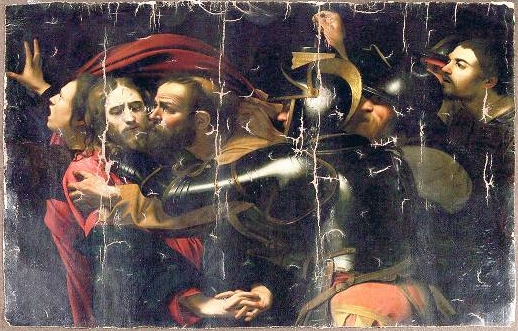
Obra "A Captura de Cristo", pintura a óleo de 1602 do artista italiano do barroco Michelangelo Merisi da Caravaggio.

Há pelo menos 12 cópias conhecidas desta pintura. Nelas se incluem as do museu da Catedral de Sucre,  a do Colégio de S. Beda, em Manchester, e uma que anteriormente fez parte da coleção de Walter P. Chrysler Jr.
O Museu de Arte Ocidental e Oriental de Odessa, na Ucrânia, tem uma cópia de A Captura de Cristo, que se acreditava ser uma cópia original feita pelo próprio Caravaggio. A pintura foi roubada do museu em 2008 e encontrada depois na Alemanha. Após restauração e pesquisa, cientistas ucranianos e russos concluíram que é uma cópia feita por Giovanni di Attili para Asdrubale Mattei, irmão do proprietário do original, Ciriaco Mattei. Os livros de contabilidade de Asdrubale registam um pagamento de 12 escudos em 1626 por esta obra.